# Christian Antblad
Ralf Christian Antblad, född 24 juni 1973 i Mölndal, är en svensk låtskrivare och musikproducent.
Hans arbete kan höras med bland andra Paul Carrack, Sibel Redzep, Larz-Kristerz, Magnus Carlsson, Anders Ekborg, Donnez, Christer Sjögren, Thorleifs, Lasse Stefanz, Sylvia Vrethammar, Scotts, Rolandz, Molly Sandén, Timberville, Rune Rudberg, Ann Tayler, The Boots Band, Jill Johnson, Wahlströms, Joe Lynn Turner, Big Noize, Carmen, Spin Gallery, Sara Lindvall, Andreas Wistrand, Erik Linder och Rednex.
2009 fick Antblad priset Guldklaven/Årets låt för kompositionen "Jag måste ringa Carina", med Larz Kristerz. Andra kompositioner att nämna är "That is where I'll go"/Sibel, som var en av finallåtarna i melodifestivalen 2008, "Upp till dans" med dream-team Thorleifs, Lasse Stefanz, Scotts och Christer Sjögren, "I do believe" med Anders Ekborg, "The reason was you" med sångaren Paul Carrack, som också skrivits av Antblad/Carrack, "Jag kan ana horisonten" med De tre prästerna, "Dansa, dansa!!" med Sylvia Vrethammar, "People Change" med Joel&Luke, som också var soundtrack i den amerikanska tv-serien "Vampire Diaries", "Just one wish" med Hilda Stenmalm, som var titelspår till Disney Channels julkalender och Jul med Erik Saade.
Ett långt samarbete med Sony Music har lett till många produktioner. Parallellt med det har Antblad även släppt 15 soloalbum och 86 singlar. I mars 2024 planeras släpp av den första CD-samlingsboxen, med 6 CD-skivor från tidigare utgivning, samlade i en box.
Framför allt har den över 30 år långa musikkarriären präglats av låtskrivande och dryga 800 kompositioner finns utgivna. Det är både självskriven musik och långvariga samarbeten med låtskrivare som John Bettis, Paul Carrack, Wayne Kirkpatrick, Randy Goodrum, Ben Glover, Walt Aldridge, Jay Graydon, John Capek, Gary Baker, Amy Foster-Gillies, Thomas G-Son och Henrik Sethsson.